# Wanda Prażmowska-Ivánka
Wanda Prażmowska-Ivánka, ps. Teresa (ur. 6 lutego 1901 we Władykaukazie, zm. 15 sierpnia 1944 w Warszawie) – polska działaczka niepodległościowa i społeczna, instruktorka harcerska, harcmistrzyni, założycielka ogrodów jordanowskich, jedna z organizatorek Pomocy Żołnierzowi w czasie II wojny światowej.

## Życiorys
Wanda Prażmowska przybyła w dzieciństwie do Warszawy, gdzie rozpoczęła naukę w Wyższej Realnej Szkole Żeńskiej A. Wereckiej. W czasie nauki w tej szkole wstąpiła do tajnego plutonu skautek, który później przekształcił się w X Warszawską Drużynę Harcerską im. ks. Józefa Sułkowskiego. Drużyna ta była prowadzona w latach 1915–1918 przez jej starszą siostrę Jadwigę. Wanda była w latach 1918–1921 przyboczną w tej drużynie, później drużynową. Pisywała do czasopism „Harcerz” i „Harcmistrz”, w których w 1919 roku opublikowała kilkanaście artykułów, głównie z dziedziny przyrodoznawstwa.
W 1919 roku zdała maturę i dostała się na studia na Wydziale Filozoficznym Uniwersytetu Warszawskiego. W okresie 1919–1920 wyjechała jednak na Śląsk Cieszyński w celu podjęcia prac nad niedoszłym plebiscytem. Pracowała tam jako sanitariuszka, a później jako nauczycielka przyrody w Seminarium Nauczycielskim  w Cieszynie. Na początku 1920 roku utworzyła w Gimnazjum Polskim w Cieszynie I Drużynę Harcerską Żeńską im. Emilii Plater, do której oprócz uczennic Gimnazjum wstąpiły też uczennice Seminarium Nauczycielskiego Żeńskiego i Szkoły Handlowej w Cieszynie.
W 1922 roku ukończyła roczny kurs wychowania fizycznego dla nauczycieli. Pracowała w Głównej Kwaterze Harcerek. Była jedną z pierwszych harcmistrzyń. Uczyła przyrodoznawstwa w warszawskich seminariach nauczycielskich (1922–1927). W grudniu 1926 roku uzyskała uniwersytecki dyplom nauczyciela szkół średnich i w 1927 roku została kierowniczką referatu wychowania kobiet i dzieci Państwowego Urzędu Wychowania Fizycznego i Przysposobienia Wojskowego.

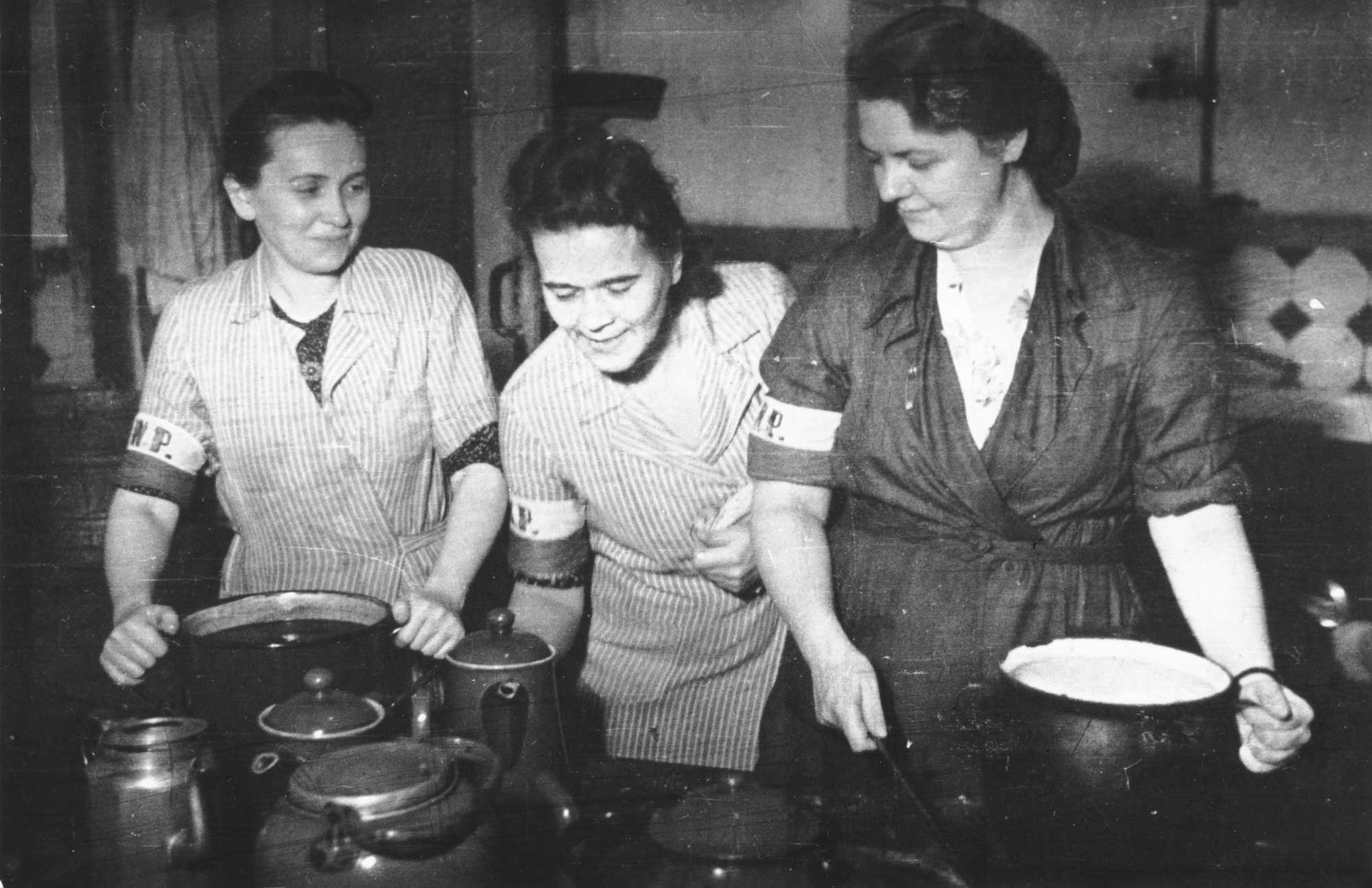
Kuchnia powstańcza przy ul. Moniuszki

Po pobycie w Stanach Zjednoczonych na przełomie lat 1928–1929 założyła przy ulicy Bagatela w Warszawie wzorcowy ogród jordanowski. Od 1932 roku wykładała w Centralnym Instytucie Wychowania Fizycznego w Warszawie. Od lutego 1930 roku była wiceprezesem Polskiego Związku Gier Sportowych. Od 1935 roku pracowała w Instytucie Spraw Społecznych.
W 1932 roku była inicjatorką założenia Towarzystwa Ogrodów Jordanowskich, którego przewodniczącą była do 1943 roku, a w 1934 roku – Towarzystwa Krzewienia Kultury Fizycznej Kobiet. Wprowadziła do języka polskiego pojęcie „wczasy”.
W latach 1937–1939 prowadziła wykłady z zakresu wychowania fizycznego na Wolnej Wszechnicy Polskiej.
W czasie okupacji niemieckiej pracowała w tajnych organizacjach: Pomocy Żołnierzowi, gdzie była referentką aprowizacji gospód żołnierskich, w Patronacie Opieki nad Więźniami Pawiaka, oraz w punktach zaopatrzenia. Poległa na stanowisku w gospodzie w „Adrii” przy ul. Moniuszki 8.
Spoczywa na cmentarzu Powązkowskim w Warszawie (kwatera 150-4-7).

## Niektóre prace
- Znaczenie wychowania fizycznego[4] (broszura wydana przez Polski Komitet Opieki nad Dzieckiem, 1928)
- Wczasy ludzi miasta[5] (Instytut Spraw Społecznych, Warszawa, 1937)[1]

## Ordery i odznaczenia
- Złoty Krzyż Zasługi[1]
- Medal Niepodległości (23 grudnia 1933)[6]
- Srebrny Krzyż Zasługi (7 listopada 1929)[7]

## Życie prywatne
Wanda Prażmowska była córką Zdzisława Beliny-Prażmowskiego, inżyniera górnika, i Marii Kazimiery z Gebethnerów, córki Gustawa Gebethnera. Miała dwie siostry: starszą Jadwigę i młodszą Zofię. 9 lutego 1933 roku wyszła za Aleksandra Ivánkę (1904–1976).
W czasie powstania warszawskiego zginęła również jej młodsza siostra Zofia, ps. Helena (1906–1944).